# 愛爾蘭行政區劃

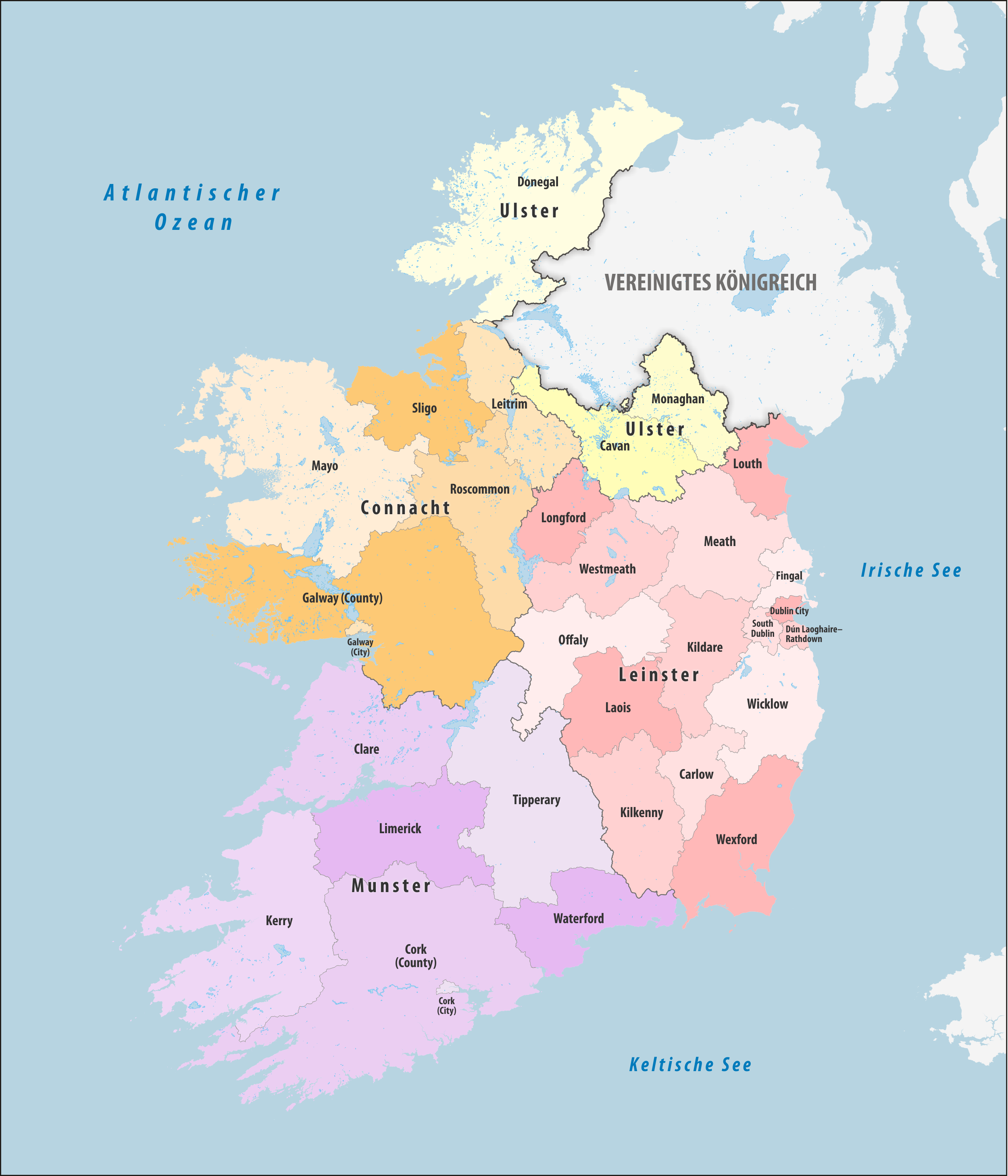
愛爾蘭共和國行政區劃

愛爾蘭共和國全國共有二十六个郡，其中都柏林郡已分为三个郡和一个郡级市，其他地区又设立了兩个郡级市，所以实际上是三十一个郡级行政区：
- 卡洛郡（County Carlow）
- 卡文郡（County Cavan）
- 克莱尔郡（County Clare）
- 科克郡（County Cork）
- 科克郡级市（Cork）
- 当尼戈尔郡（County Donegal）
- 都柏林郡级市（Dublin City）
- 邓莱里-拉斯当郡（Dun Laoghaire-Rathdown）
- 芬戈郡（Fingal）
- 南都柏林郡（South Dublin）
- 高维郡 （County Galway）
- 高维郡级市（Galway）
- 凯瑞郡（County Kerry）
- 基尔代尔郡（County Kildare）
- 基尔肯尼郡（County Kilkenny）
- 利施郡（County Laois）
- 利特里姆郡（County Leitrim）
- 利默里克郡（County Limerick）
- 朗福德郡（County Longford）
- 劳斯郡（County Louth）
- 梅欧郡（County Mayo）
- 米斯郡（County Meath）
- 莫纳亨郡（County Monaghan）
- 奥法利郡（County Offaly）
- 罗斯康门郡（County Roscommon）
- 斯莱戈郡（County Sligo）
- 蒂珀雷里郡（County Tipperary）
- 沃特福德郡（County Waterford）
- 西米斯郡（County Westmeath）
- 韦克斯福德郡（County Wexford）
- 威克洛郡（County Wicklow）

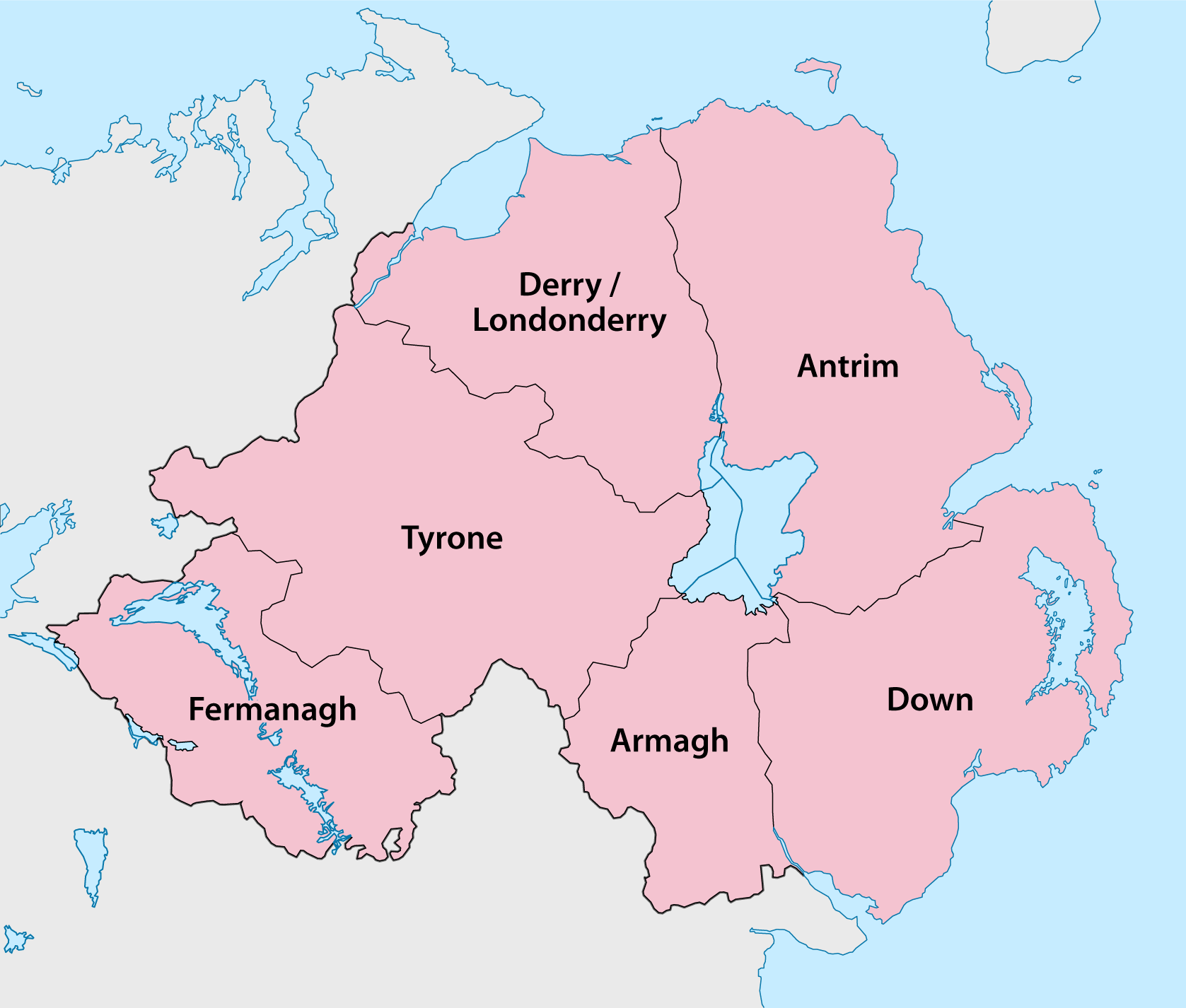
北愛爾蘭原6個郡

北愛爾蘭原本設有6個郡，之後改為26個自治市鎮，現在已經縮減為11個行政區：
- 唐郡
- 安特里姆郡（County Antrim）
- 阿马郡（County Armagh）
- 伦敦德里郡（County Londonderry）
- 蒂龙郡（County Tyrone）
- 弗马纳郡（County Fermanagh）

## 外部連結
- Family history links to traditional counties of Ireland （页面存档备份，存于）
- Common Licensed Photos from all the Counties
- http://www.crwflags.com/fotw/flags/ie.html （页面存档备份，存于）
- The Baronies of Ireland -Clans and Baronies （页面存档备份，存于）